# Adelheid af Savoyen
Adelheid af Savoyen (eller Adelheid af Maurienne) (italiensk: Adelaide di Savoia eller Adelasia di Moriana, fransk: Adélaïde eller Alix eller Adèle de Maurienne) (ca. 1092 - 18. november 1154) var gennem fødslen medlem af Huset of Savoyen. Hun var anden hustru, men første dronning til Ludvig 6. af Frankrig (1115-1137). Efter Ludvigs død blev Adelheid gift med Matthæus 1. af Montmorency.

## Familie
Adelheid var datter af Umberto 2. af Savoyen og Gisela af Burgund, datter af Vilhelm 1., greve af Burgund. Adelheids ældre bror Amadeus 3., greve af Savoyen, efterfulgte deres far som greve af Savoyen i 1103. Adelheid havde samme navn som sin oldemor Adelheid af Torino, hersker Markgrevskabet Torino og hendes grandkusine Adelheid, gennem første ægteskab grevinde Sicilien og gennem andet ægteskab dronning af Jerusalem. Gennem sin far var Adelheid også beslægtet med den tyske kejser Henrik 5. På sin mors side inkluderede Adelheids slægtninge: hendes onkel Pave Callistus 2., der besøgte Adelheid ved hoffet i Frankrig, og hendes fætter Alfons 7. af Kastilien.

## Dronning af Frankrig
Adelheid blev anden hustru til Ludvig 6. af Frankrig, som hun giftede sig med den 3. august 1115 i Paris, Frankrig. De fik ni børn, hvoraf den næstældste var Ludvig 7. af Frankrig .
Adelheid var en af de mest politisk aktive af alle Frankrigs middelaldedronninger. Hendes navn optræder på 45 kongelige rettighedsbreve fra Ludvig 6.'s regeringstid. I løbet af hendes tid som dronning blev kongelige rettighedsbreve dateret med både hendes og kongens regeringsår. Blandt mange andre religiøse velgørenheder grundlagde hun og Ludvig Sankt Peter Klostret i Montmartre i de nordlige forstæder af Paris.

## Enkedronning og andet ægteskab
Efter Ludvigs 6.'s død trak Adelheid sig ikke straks tilbage, ligesom de fleste enkedronninger gjorde på den tid. I stedet giftede hun sig med Matthæus 1. af Montmorency,  som hun fik et barn med. Hun forblev aktiv ved det franske hof og i religiøse aktiviteter.

## Død
I 1153 trak hun sig tilbage til klostret i Montmartre, som hun havde grundlagt sammen med Louis 7. Hun døde der den 18. november 1154. Hun blev begravet på kirkegården tilhørende Sankt Peter Kirken i Montmartre. Klostret blev ødelagt under Den franske revolution, men Adelheids grav kan stadig ses i Sankt Peter kirken. 

## Syttende århundrede legende
Adelheid er en af to dronninger i en legende fortalt i det syttende århundrede af William Dugdale. Som historien fortæller, blev dronning Adelheid af Frankrig fortryllet af en ung ridder, William d'Albini, ved en ridderturnering. Men han var allerede forlovet med Adeliza af Louvainog nægtede at blive hendes elsker. Den jaloux Adelheid lokkede ham ind i klørerne på en sulten løve, men William hev udyrets tunge ud med sine bare næver og dræbte den på denne måde. Denne historie er helt sikkert af tvivlsom karakter. 

## Problem
Ludvig og Adelheid fik syv sønner og to døtre:
1. Filip (1116–1131).
2. Ludvig 7. (1120 - 18. november 1180), konge af Frankrig.
3. Henrik (1121–1175), ærkebiskop af Reims.
4. Hugo (bc 1122).
5. Robert (ca. 1123–11 oktober 1188), greve af Dreux.
6. Konstance (ca. 1124–16 august 1176), giftede sig først med Eustace 4., greve af Boulogne og derefter med Raymond 5. af Toulouse.
7. Filip (1125–1161), biskop af Paris. Ikke at forveksle med sin ældre bror.
8. Peter (ca. 1125–1183), gift med Elizabeth, frue af Courtenay.
9. en datter, hvis navn ikke er kendt, som døde i spædbørn og blev begravet i Saint-Victor klostret, Paris .

Med Mattæus 1. af Montmorency fik Adelheid en datter:
- Adèle (eller Aelis eller Alix) af Montmorency.

## Eksterne links
- Adelheid von Savoyen (på tysk)